# 麦凯拉·马罗尼
麦凯拉·蘿絲·马罗尼（英語：McKayla Rose Maroney，1995年12月9日—），美国女子體操運動員。2011年10月以15歲之齡參加2011年世界體操錦標賽，奪得女子團體金牌、女子跳馬金牌。在2012年伦敦奧運會中，麥凱拉·瑪羅妮作為美国女子體操隊的主力，取得1金1銀的成績。2013年世界競技體操錦標賽，再次奪得女子跳馬金牌。

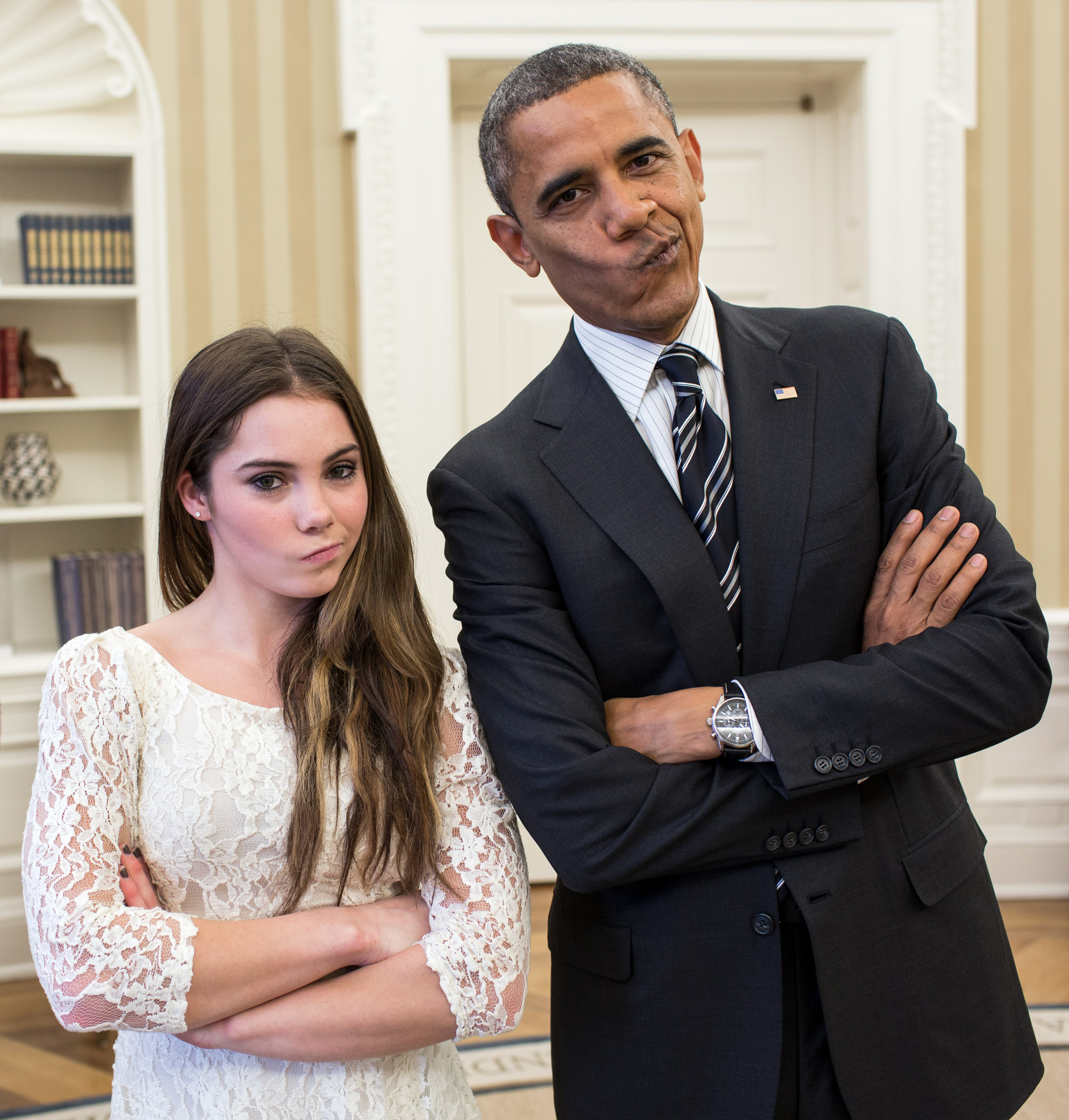
2012年11月15日麦凯拉·马罗尼在椭圆形办公室与美国总统贝拉克·奥巴马会面

## 外部連結
- 麥琪拉·瑪隆妮在International Gymnastics Federation（英语）
- 麥琪拉·瑪隆妮在USA Gymnastics（英语）
- 麥琪拉·瑪隆妮在Olympics.com（英语）
- 麥琪拉·瑪隆妮在Olympedia（英语）
- 麥琪拉·瑪隆妮在Team USA (archived)（英语）
- 麦凯拉·马罗尼的Facebook專頁